# Literaturpreis der Jury der jungen Leser
Der Literaturpreis der Jury der jungen Leser hat sich 1995 im Literaturhaus Wien aus Buchdiskussionsrunden von Kindern und Jugendlichen unter der Leitung von Mirjam Morad entwickelt. Jährlich im Juni wird je ein Kinder- und Jugendbuchpreis vergeben.

## Preisträger
- 1997
  - Jugendbuchpreis:  Durch einen Spiegel, in einem dunklen Wort von Jostein Gaarder

- 1999
  - Kinderbuchpreis: Harry Potter und der Stein der Weisen von Joanne K. Rowling
  - Jugendbuchpreis: Die Mitte der Welt von Andreas Steinhöfel

- 2000
  - Kinderbuchpreis: Die Mennyms von Sylvia Waugh

- 2001
  - Kinderbuchpreis:  Herr der Diebe von Cornelia Funke
  - Jugendbuchpreis:
    - Spidertown von Abraham Rodriguez Jr.
    - Rosalenas Spiegel von Anne Provoost

- 2002
  - Kinderbuchpreis: His Dark Materials von Philip Pullman
  - Jugendbuchpreis:
    - Flüsternde Hände von Sherryl Jordan
    - Wohin du mich führst von David Grossman

- 2003
  - Kinderbuchpreis: Die Schattenspinnerin von Susan Fletcher
  - Jugendbuchpreis: Durch Bagdad fließt ein dunkler Strom von Mona Yahia
  - Zoran Drvenkar

- 2004
  - Kinderbuchpreis: Tintenherz von Cornelia Funke
  - Jugendbuchpreis:
    - Mimus von Lilli Thal
    - Lieber wütend als traurig. Die Lebensgeschichte der Ulrike Meinhof von Alois Prinz

- 2005
  - Kinderbuchpreis: Eragon. Das Vermächtnis der Drachenreiter von Christopher Paolini
  - Jugendbuchpreis:
    - Julians Bruder von Klaus Kordon
    - Der Bauch des Ozeans von Fatou Diome

  - Sonderpreis: Die Stadt der träumenden Bücher von Walter Moers
  - Das Papierhaus von Carlos María Domínguez

- 2006
  - Kinderbuchpreis: Hubert Horatio Bieber Burg-Bartel von Lauren Child
  - Jugendbuchpreis: Radio Gaga von Katrin Bongard
  - Sonderpreis: Vincent von Joey Goebel
  - Coverpreis: Die flüsternde Straße von Katrin Engelking

- 2007
  - Bilderbuchpreis: Die Monster sind krank von Emmanuelle Houdart
  - Kinderbuchpreis: Bartimäus-Trilogie: Die Pforte des Magiers, Das Amulett von Samarkand, Das Auge des Golem von Jonathan Stroud
  - Jugendbuchpreis: Der Joker von Markus Zusak
  - Kritikerpreis: Die Attentäterin von Yasmina Khadra
  - Coverpreis der Jury der Jungen Leser: Bis(s) zum Morgengrauen
  - Coverpreis der Jury der Jungen Kritiker: Die kommende Welt

- 2008
  - Jugendbuchpreis Altersgruppe 13/14: Marie-Aude Murail: Simpel
    - Nominierungen: David Almond, Lehmann oder die Versuchung; Bali Rai, Verpfiffen; Kashmira Sheth, Schwarzer Vogel, süße Mango; Lee Tae-Jun, Kim Dong-Seong, Wann kommt, Mama?; Kate le Vann, Was ich über die Liebe weiß...

  - Jugendbuchpreis Altersgruppe 15/16: Anthony McCarten: Superhero
    - Nominierungen: Isabel Abedi, Isola; John Green: Eine wie Alaska; Marie-Aude Murail: Simpel; Marlene Röder: Im Fluss; Aline Sax: Eine Welt dazwischen

  - Kritikerpreis: Ingeborg Gleichauf: Sein wie keine andere. Simone de Beauvoir. Schriftstellerin und Philosophin
    - Nominierungen: Salim Alafenisch: Die Feuerprobe; Philippe Besson: Nachsaison; Brigitte Giraud: Das Leben der Wörter; Pawel Sanajew: Begrabt mich hinter der Fussleiste; Sjón: Schattenfuchs

  - Coverpreis der Jury der Jungen Leser 13/14: in Bild von Ivan, hoop-de-la.com Köln, unter Verwendung einer Illustration von Quint Buchholz
  - Coverpreis der Jury der Jungen Leser 15/16: Eine Welt dazwischen, Frauke Schneider, Foto ©gettyimages
  - Coverpreis der Jury der Jungen Kritiker: Orfeo, Philippa Walz

- 2009
  - Fantasy: Silvana De Mari: Der letzte Elf
  - Jugendbuchpreis: Markus Zusak: Die Bücherdiebin
  - Kritikerpreis: Markus Zusak: Die Bücherdiebin; Michael Köhlmeier: Idylle mit ertrinkendem Hund
  - Sonderpreis: Shaun Tan: Ein neues Land und Geschichten aus der Vorstadt des Universums
  - Coverpreis: Heimsuchung. Gestaltung: Jenny Erpenbeck/Christina Hucke, Foto: Katharina Behling

- 2010
  - Jugendbuchpreis: Suzanne Collins: Die Tribute von Panem. Tödliche Spiele / John Green: Margos Spuren
  - Kritikerpreis: Jakob Arjouni: Der heilige Eddy
  - Sonderpreis: Rosa Gil: Das Waisenhaus der Vampire
  - Coverpreis: Kai Meyer: Arkadien erwacht / Peter-Andreas Hassiepen: Ihr kriegt mich nicht / Roland Eschlbeck, Ruth Botzenhardt: Der Koch, der Maler und der Barbier des Präsidenten

- 2011
  - Jugendbuchpreis: Ally Condie: Die Auswahl
  - Kritikerpreis: Erwin Mortier: Götterschlaf
  - Coverpreis: Mandana Sadat: Mein Löwe / Dirk Lieb: Wintermädchen / bell étage: Wild / Kerstin Schürmann: Wenn du stirbst, zieht dein ganzes Leben an dir vorbei, sagen sie
  - Kinderbuchpreis: Rebecca Promitzer: Chilischarfes Teufelszeug
  - Bilderbuchpreis: Marije Tolman & Ronald Tolman: Das Baumhaus / Paul Maar, Aljoscha Blau: Das fliegende Kamel. Geschichten von Nasreddin Hodscha

- 2012
  - Jugendbuchpreis (12 Jahre): Anne Plichota & Cendrine Wolf: Oksa Pollock. Die Unverhoffte
  - Jugendbuchpreis (14–17 Jahre): Ursula Poznanski: Saeculum
  - Kritikerpreis: –
  - Sonderpreis: Amélie Nothomb für alle ihre ins Deutsche übersetzten Bücher.
  - Coverpreis (12 Jahre): Cornelia Funke: Geisterritter, Gestaltung: Friedrich Hechelmann
  - Coverpreis (14–17 Jahre): Antonia Michaelis Der Märchenerzähler, Gestaltung: Kathrin Schüler
  - Bilderbuchpreis (Jury der jungen Kritiker): Jacob und Wilhelm Grimm / Lorenzo Mattotti: Hänsel & Gretel
  - Bilderbuchpreis (Jury der Jungen Leser): Jacob und Wilhelm Grimm / Benjamin Lacombe: Schneewittchen